# Jean-Louis Jobidon
Jean-Louis Jobidon MAfr (* 18. November 1916 in Château-Richer, Québec, Kanada; † 14. April 1997) war ein kanadischer Ordensgeistlicher und Bischof von Mzuzu.

## Leben
Jean-Louis Jobidon trat der Ordensgemeinschaft der Weißen Väter bei und empfing am 19. Juni 1943 das Sakrament der Priesterweihe.
Am 3. Januar 1958 ernannte ihn Papst Pius XII. zum ersten Apostolischen Präfekten von Nord-Nyassa. Alessandro Assolari wurde am 17. Januar 1961 infolge der Erhebung der Apostolischen Präfektur Nord-Nyassa zum Bistum, das in Bistum Mzuzu umbenannt wurde, dessen erster Bischof. Der Erzbischof von Québec, Maurice Roy, spendete ihm am 22. Mai desselben Jahres die Bischofsweihe; Mitkonsekratoren waren der Bischof von Karema, Charles Msakila, und der Weihbischof in Québec, Charles-Omer Garant.
Am 1. Oktober 1987 trat Jean-Louis Jobidon als Bischof von Mzuzu zurück.
Jean-Louis Jobidon nahm an allen vier Sitzungsperioden des Zweiten Vatikanischen Konzils teil.